# Лелюки (Роганська селищна громада)
Лелю́ки — село в Україні, Роганській селищній громаді, Харківського району Харківської області. Населення становить 280 осіб. Орган місцевого самоврядування — Роганська селищна рада.

## Географія
Село Лелюки знаходиться біля витоків річки Студенок, нижче за течією примикає село Борове, на протилежному березі - село Хроли. На річці невелика загата.

## Історія
Село вперше згадується у 1863 році. Початкова назва — хутір Ананіїв